# 4-Methylmorpholin
4-Methylmorpholin ist eine chemische Verbindung aus der Gruppe der Stickstoff-Sauerstoff-Heterocyclen.

## Gewinnung und Darstellung
4-Methylmorpholin kann durch Reaktion von Methylamin mit Diethylenglykol sowie durch die Hydrogenolyse von N-Formylmorpholin gewonnen werden. Die Verbindung kann auch aus Morpholin und Formaldehyd oder Methanol gewonnen werden.

## Eigenschaften
4-Methylmorpholin ist eine leicht entzündbare, leicht flüchtige, farblose Flüssigkeit mit aminartigem Geruch, die mischbar mit Wasser ist. Seine wässrige Lösung reagiert alkalisch.

## Verwendung
4-Methylmorpholin wird als Lösungsmittel für Farbstoffe, Harze, Wachse und Arzneimittel verwendet. Es dient als Vernetzer bei der Herstellung von Polyurethanschaumstoffen, Elastomeren und Klebstoffen. Es wird als Vorläufer zur Herstellung von N-Methylmorpholin-N-oxid- und Morpholiniumkationen-basierten ionischen Flüssigkeiten verwendet. Es wird als Korrosionshemmer und Anti-Kalker in der Industrie eingesetzt. Es wird auch in Farbentfernern eingesetzt.

## Sicherheitshinweise
Die Dämpfe von 4-Methylmorpholin können mit Luft ein explosionsfähiges Gemisch (Flammpunkt 13 °C, Zündtemperatur 165 °C) bilden.